# Tetlatlahuca
Tetlatlahuca är en ort i Mexiko.   Den ligger i kommunen Tetlatlahuca och delstaten Tlaxcala, i den sydöstra delen av landet, 90 km öster om huvudstaden Mexico City. Tetlatlahuca ligger 2 199 meter över havet och antalet invånare är 4 218.
Terrängen runt Tetlatlahuca är en högslätt. Runt Tetlatlahuca är det tätbefolkat, med 709 invånare per kvadratkilometer. Närmaste större samhälle är Cholula, 18,5 km söder om Tetlatlahuca. Omgivningarna runt Tetlatlahuca är en mosaik av jordbruksmark och naturlig växtlighet.